# Ligando (biochimica)

Schema di un recettore di membrana: il ligando (verde) lega il recettore (arancione) determinandone una modifica conformazionale che attiva dei sistemi di trasduzione intracellulari (rosso) del segnale

In biochimica si definisce ligando (dal latino ligare, legare) una molecola in grado di legare una biomolecola e formare un complesso in grado di svolgere o indurre una funzione biologica. In senso stretto, si tratta solitamente di una molecola effettrice in grado di legarsi a una proteina bersaglio attraverso una interazione debole come un legame ionico, un legame idrogeno o una interazione di Van der Waals. Tale biomolecola bersaglio è il più delle volte un recettore.
L'associazione del ligando alla biomolecola bersaglio (evento indicato con il termine inglese docking, attracco) è solitamente reversibile: un legame irreversibile (legame covalente) tra ligando e target è molto raro nei sistemi biologici. A differenza di quanto previsto dalla definizione di ligando in chimica inorganica, è del tutto irrilevante che il ligando - per come è inteso in biochimica - si leghi a un sito metallico o meno. L'interazione tra ligando e recettore altera la conformazione (la struttura tridimensionale, isomerismo conformazionale) del recettore stesso. La variazione conformazionale si riflette in un nuovo stato funzionale (la funzione di una macromolecola è infatti strettamente correlata alla sua struttura). La forza del legame è detta "affinità".
L'affinità di legame è determinata non solo dalle interazioni ospite-ospite, ma anche dagli effetti del solvente che possono svolgere un ruolo sterico dominante che guida il legame non covalente in soluzione. Il solvente fornisce un ambiente chimico in cui il ligando e il recettore possono adattarsi e quindi accettarsi o rifiutarsi reciprocamente come partner.
Possono essere considerati ligandi i substrati, gli inibitori, gli attivatori e i neurotrasmettitori.
Negli studi sul legame DNA-ligando, il ligando può essere una piccola molecola, uno ione, o una proteina che si lega alla doppia elica del DNA. La relazione tra ligando e partner di legame è una funzione di carica, idrofobicità e struttura molecolare.
I radioligandi sono composti marcati con radioisotopi utilizzati in vivo come traccianti negli studi PET e per studi di legame in vitro.

## Affinità di legame recettore-ligando

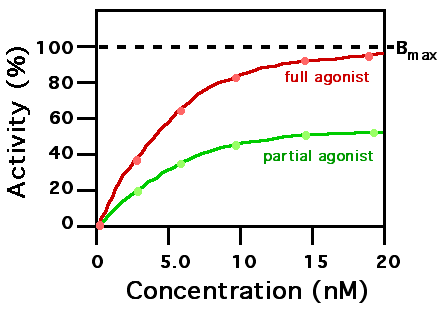
Due agonisti con affinità di legame similare.

L'interazione dei ligandi con i loro siti di legame può essere caratterizzata in termini di affinità di legame. In generale, il legame del ligando ad alta affinità si traduce in forze attrattive maggiori tra il ligando e il suo recettore, mentre il legame del ligando a bassa affinità comporta una forza attrattiva minore. In generale, il legame ad alta affinità comporta una maggiore occupazione del recettore da parte del suo ligando rispetto al caso del legame a bassa affinità; ciò non è correlato al tempo di residenza (durata del complesso recettore-ligando).
Il legame ad alta affinità dei ligandi ai recettori è spesso fisiologicamente importante quando parte dell'energia di legame può essere utilizzata per causare un cambiamento conformazionale nel recettore, con conseguente alterazione del comportamento, ad esempio, di un canale ionico o di un enzima associato.
I ligandi di un recettore sono detti agonisti o antagonisti di quest'ultimo se, all'instaurarsi del legame, il recettore innesca o meno una risposta fisiologica. Nel caso dell'agonista, il ligando altera la funzione del recettore.
Il legame dell'agonista a un recettore può essere caratterizzato sia in termini di risposta fisiologica che può essere innescata (cioè l'efficacia), sia in termini di concentrazione di agonista necessaria per produrre la risposta fisiologica (spesso misurata come EC50), la concentrazione necessaria per produrre la risposta semi-massima. Il legame di un ligando ad alta affinità implica che una concentrazione relativamente bassa di un ligando è sufficiente per occupare al massimo un sito di legame del ligando e innescare una risposta fisiologica. L'affinità del recettore è misurata da una costante di inibizione o valore Ki, che è la concentrazione necessaria per occupare il 50% del recettore. Le affinità dei ligandi sono spesso misurate indirettamente come valore IC50, da un esperimento di legame competitivo in cui viene determinata la concentrazione di un ligando necessaria per spostare il 50% di una concentrazione fissa di ligando di riferimento. Il valore Ki può essere stimato dall'IC50 attraverso l'equazione di Cheng Prusoff. Le affinità dei ligandi possono anche essere misurate direttamente come costante di dissociazione (Kd) utilizzando metodi come lo smorzamento, la calorimetria isotermica di titolazione o risonanza plasmonica di superficie.
Il legame a bassa affinità (alto livello di Ki) implica che è necessaria una concentrazione relativamente alta di un ligando primaché il sito di legame sia occupato al massimo e si raggiunga la massima risposta fisiologica al ligando. Nell'esempio mostrato a destra, due ligandi diversi si legano allo stesso sito di legame del recettore. Solo uno degli agonisti mostrati può stimolare al massimo il recettore e, quindi, può essere definito un pieno agonista. Un agonista che può attivare solo parzialmente la risposta fisiologica è chiamato agonista parziale. In questo esempio, la concentrazione alla quale il pieno agonista (curva rossa) può attivare il recettore a metà del massimo è di circa 5 x 10-9 Molare (nM = nanomolare).

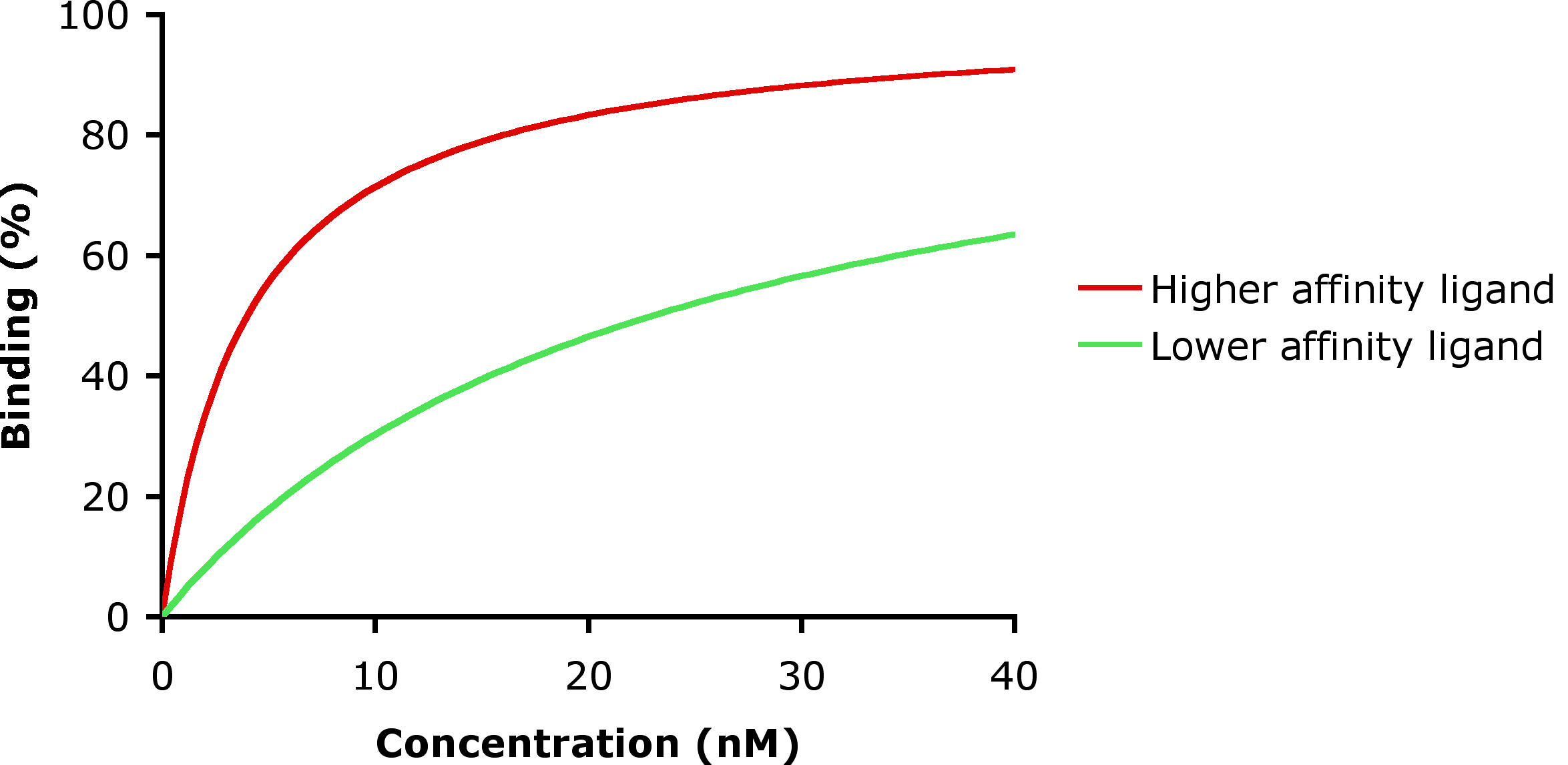
Due ligandi con diversa affinità di legame al recettore.

L'affinità di legame è determinata più comunemente utilizzando un ligando radiomarcato, noto come ligando marcato. Gli esperimenti di legame competitivo omologo comportano la competizione di legame tra un ligando marcato e un ligando non marcato. I metodi basati sul tempo reale, che spesso non prevedono l'uso di marcatori, come la risonanza plasmonica di superficie, l'interferometria a doppia polarizzazione e la risonanza plasmonica di superficie multiparametrica (MP-SPR), possono quantificare l'affinità non solo dai test basati sulla concentrazione, ma anche dalla cinetica di associazione e dissociazione e, in quest'ultimo caso, dal cambiamento conformazionale indotto dal legame. L'MP-SPR consente inoltre di effettuare misurazioni in tamponi di dissociazione ad alta concentrazione salina grazie a un'esclusiva configurazione ottica. È stato sviluppato il microscale thermophoresis (MST), un metodo senza immobilizzazione, che consente di determinare l'affinità di legame senza alcuna limitazione data dal peso molecolare del ligando.
Per l'uso della meccanica statistica in uno studio quantitativo dell'affinità di legame ligando-recettore, si veda l'articolo completo sulla funzione di partizione configurazionale.

### Potenza di legame con farmaci o ormoni
I dati dell'affinità di legame non sono gli unici fattori xhwe determinano la potenza complessiva di un farmaco o di un ormone prodotto naturalmente (biosintetizzato).
La potenza è il risultato della complessa interazione tra l'affinità di legame ed l'efficacia del ligando.

### Efficacia di legame con farmaci o ormoni
L'efficacia del ligando si riferisce alla sua capacità di produrre una risposta biologica al legame con il recettore bersaglio e al grado di questa risposta fisiologica, che può essere da agonista, antagonista o agonista inverso.